# Изобарски процес
Изобарски процес је термодинамички процес који се одвија при константном притиску. Математички, изобарски процес се може представити Геј-Лисаковим законом
{\displaystyle {\frac {V}{T}}=\mathrm {const.} }
(где је V запремина, а T температура гаса), који се може директно извести из једначине стања идеалног гаса уз услов константности притиска. Изобарски процес се на -дијаграму графички представља изобаром (слика 1).

## Рад гаса
Рад гаса при изобарском процесу може се израчунати као површина испод изобаре на pV-дијаграму (област  на слици 1). Са слике се види да се рад, W, у општем случају при изобарским процесима може рачунати формулом
{\displaystyle W=p\;\Delta V\,,}
где је p притисак (константан током процеса), a {\displaystyle \Delta V=V_{B}-V_{A}} промена запремине.